# Lyngnstøylvatnet
Der See Lyngnstøylvatnet liegt im Tal Norangsdalen auf dem Gebiet der Gemeinde Ørsta in der norwegischen Provinz Møre og Romsdal. Er entstand im Jahre 1908, nachdem ein Bergsturz den Fluss Lyng langsam aufgestaut hatte. Es versanken neun Häuser und eine Alm in den Fluten. Diese sind heute noch im klaren Wasser zu sehen. Der See liegt am Fylkesvei 655.